# Маджаров, Михаил
Михаил Иванов Маджаров (1854—1944) — болгарский политический деятель.
Образование получил в американском Robert College в Константинополе. Сдал юридический экзамен в Филиппополе и был адвокатом там же и в Софии. В эпоху Стамболова принужден был эмигрировать как руссофил.
В кабинете Стоилова в 1894 — 99 годах был министром общественных работ; потом несколько лет был товарищем председателя народного собрания. Один из основателей народной партии (народняки). В феврале 1912 г. (в министерство Гешова) назначен посланником в Лондон. После падения Гешова был министром в недолговечном кабинете Данева (июнь — июль 1913 г.), но затем опять вернулся на пост посланника в Лондон. В октябре 1914 г. после выхода в отставку Радко-Дмитриева переведен посланником в Петербург.
Маджаров состоял одним из редакторов газет «Марица», «Съединение», «Новини», «Мир»; вместе с Бобчевым редактировал журнал «Болгарска сбирка» и «Юридически преглед».

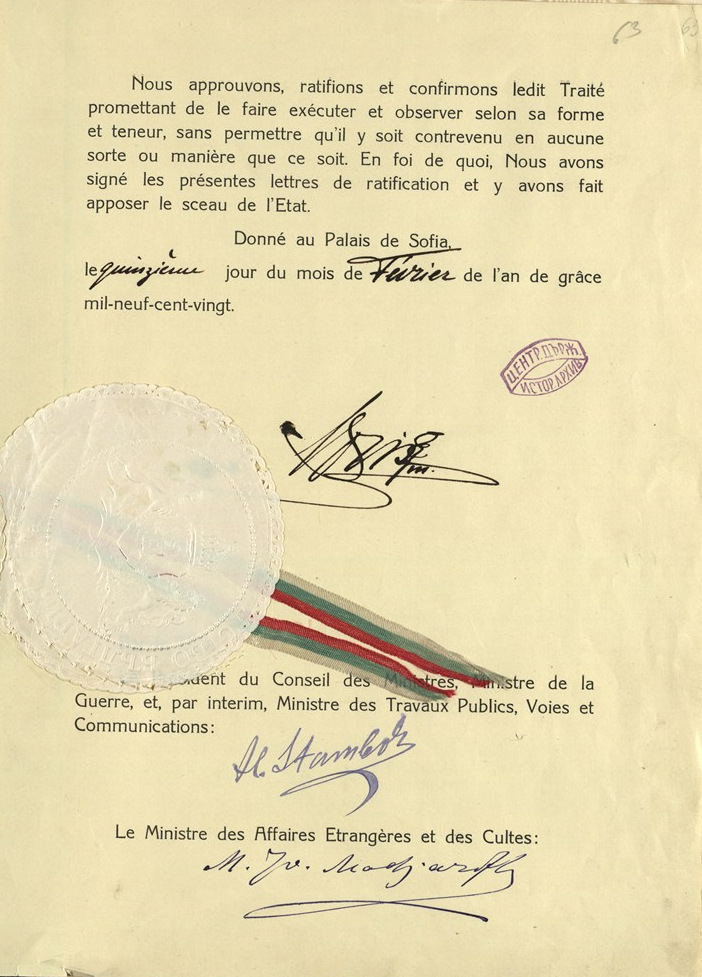
Подписи царя Бориса, Александра Стамболийского и Маджарова под Нёйиским договором

7 мая 1919 — 6 октября 1919 — министр обороны; затем до 16 апреля 1920 г. был министром иностранных дел, подписал Нёйиский договор. В 1920 году Народная партия объединяется с Прогрессивно-либеральной партией в Объединённую национал-прогрессивную партию. Как активный деятель оппозиционного Конституционного блока, в 1922 году Маджаров был отправлен в тюрьму правительством Александра Стамболийского.
В 1926 году стал первым почётным гражданином города Попово за заслуги на посту министра общественных зданий, дорог и коммуникаций, в связи с проведением железнодорожной линии София-Варна в город, давшем импульс его экономическому развитию.
Был тяжело ранен во время бомбардировки Софии и умер 23 января 1944 года.